# Montecchio
Montecchio è un comune italiano di 1 473 abitanti della provincia di Terni in Umbria.

## Geografia fisica
Geograficamente il comune di Montecchio si trova nella Valle del Tevere.

## Storia
La leggenda farebbe derivare il toponimo da Mons Herculis. Un'altra lettura sull'origine del toponimo è quella che lo fa discendere da monticulus, ovvero monticello.
Del borgo si hanno notizie certe già dal 1275. In alcuni atti medievali è nominato come Castro Monticoli.

Montecchio è un borgo rurale fortificato, edificato attorno al XII secolo, con l'abitato che si sviluppa ad anelli attorno al centro storico.

A lungo frazione di Baschi, Montecchio divenne Comune autonomo nel 1948.

## Monumenti e luoghi d'interesse
- Borgo medievale
- Chiesa di Santa Maria Assunta, risalente al XV-XIX secolo
- Castello
- Necropoli del Vallone San Lorenzo[4]
- Palazzo Ancajani e il Museo della Civiltà Contadina (Tenaglie)
- Antiquarium (Tenaglie)
- Borgo medievale (Tenaglie)
- Castello di Carnano della famiglia Baschi, località di Carnano (Tenaglie)
- Borgo medievale (Melezzole)

## Società

### Evoluzione demografica
Abitanti censiti

## Economia
Fiorente è il commercio di tartufi, talvolta di oltre 2 etti.

## Amministrazione

### Gemellaggi
- Wessobrunn